# Isla Huampanú
La Isla Huampanú es una isla perteneciente al Perú situada en el océano Pacífico, frente a la costa del departamento de Lima. Forma parte de una cadena de islas conocidas como   Islas Grupo de Huaura. Tiene una superficie de 2,25 hectáreas y se encuentra ubicada a 7 km de punta Salinas. La isla destaca por ser el hábitat de numerosas especies de aves marinas de gran importancia en el Perú. Por tal motivo, en el 2009 la isla quedó protegida por ley dentro de la Reserva nacional Sistema de Islas, Islotes y Puntas Guaneras, una reserva natural que protege y conserva muestras representativas de la diversidad biológica de los ecosistemas marino-costeros del Perú.

## Descripción geográfica
La isla Huampanú se encuentra completamente deshabitada y se halla ubicada en torno a los 11º 19’ de latitud S y 77° 42’ de longitud O. Tiene aproximadamente 245 metros de longitud, en sentido este-oeste, y 124 m de anchura máxima de norte a sur. La isla se encuentra bajo la influencia de las aguas frías de la corriente de Humboldt y presenta una superficie plana e inclinada, además de irregular y rocosa, con barrancos de corte casi vertical.
Por el lado sur destaca un grupo de rocas y dos islotes, visibles a poca distancia de su orilla, conocidos como Chiquitina y Chuquitanta; con este último islote estuvo unido a través de un puente colgante que en la actualidad no existe. Al suroeste de Huampanú se encuentran las islas Brava y Mazorca, a unos 4 y 7 km de distancia respectivamente.

## Diversidad biológica
La isla Huampanú es habitada por grandes colonias de aves marinas, que han encontrado en la isla una zona de alimentación, reproducción y descanso. Entre las principales especies de aves que se reproducen en la isla se encuentran el piquero peruano (Sula variegata) y el cormorán guanay (Phalacrocorax bougainvillii). Asimismo, se puede observar otras especies de aves como el pelicano peruano (Pelecanus thagus), zarcillo (Larosterna inca), cushuri (Phalacrocorax brasilianus), chuita (Phalacrocorax gaimardi), gaviota peruana (Larus belcheri), gaviota dominicana (Larus dominicanus), gaviota gris (Larus modestus), gaviota capucho gris (Larus cirrocephalus), gaviota de Franklin (Larus pipixcan), gallinazo cabeza roja (Cathartes aura), ostrero común (Haematopus palliatus), ostrero negro (Haematopus ater), etc. Habitan también en esta isla un gran número de lobos marinos chusco (Otaria flavescens), una especie de lobo marino que pertenece a la familia Otariidae.
El mundo submarino de la isla Huampanú muestra un impresionante paisaje y mucha vida, donde los peces e invertebrados marinos son los grupos taxonómicos más representativos. Las especies más abundantes de peces está representada por el pejerrey (Odontesthes regia regia), machete (Ethmidium maculatum), lorna (Sciaena deliciosa), pampanito pintado (Stromateus stellatus), cabinza (Isacia conceptionis), etc. Los invertebrados entre moluscos y crustáceos se encuentran el choro (Aulacomya ater), calamar (Loligo gahi), caracol (Thais chocolata), cangrejo jaiva (Cancer porteri), etc.